# Localspida
Localspidaは、メディア運用などを行う佐賀県武雄市の会社である。

## 事業内容
- ホームページ制作・運用代行
- ウォーターサーバーの比較・調査
- インターネットメディアの企画・運営
  - くらべるウォーターサーバー（ウォーターサーバー比較サイト）

## 沿革
- 2012年5月：「Localspida（ローカルスパイダ）」を個人事業として設立
- 2017年7月：「Localspida」から「株式会社LSP」として会社設立。
- 2019年10月：運営メディア「ウォーターサーバー格安料金比較」から「くらべるウォーターサーバー」に変更。